# Great Haseley
Great Haseley is een civil parish in het bestuurlijke gebied South Oxfordshire, in het Engelse graafschap Oxfordshire met 511 inwoners (2011 Volkstelling).